# School of Mathematics, Computer Science and Engineering (City University)
School of Mathematics, Computer Science and Engineering – jedno z pięciu kolegiów wchodzących w skład City University of London. Kolegium specializuje się w naukach ścisłych. Obecnie skupia ok. 2000 studentów, z czego ok. 1500 osób stanowią magistranci i doktoranci.